# Leonid Kvinikhidze
Leonid Kvinikhidze (russisk: Леонид Александрович Квинихидзе) (født 21. december 1937 i Sankt Petersborg i Sovjetunionen, død 13. marts 2018 i Sankt Petersborg i Rusland) var en sovjetisk filminstruktør og manuskriptforfatter.

## Filmografi
- Moabitskaja tetrad (Моабитская тетрадь, 1968)[2][3]
- Missija v Kabule (Миссия в Кабуле, 1970)
- Krakh inzjenera Garina (Крах инженера Гарина, 1973)
- Solomennaja sjljapka (Соломенная шляпка, 1974)
- Nebesnyje lastotjki (Небесные ласточки, 1976)
- 31 ijunja (31 июня, 1978)
- Meri Poppins, do svidanija! (Мэри Поппинс, до свидания!, 1983)
- Drug (Друг, 1987)